# Aedes sexlineatus
Aedes sexlineatus är en tvåvingeart som först beskrevs av Theobald 1901.  Aedes sexlineatus ingår i släktet Aedes och familjen stickmyggor. Inga underarter finns listade i Catalogue of Life.